# 本城雄太郎
本城 雄太郎（ほんじょう ゆうたろう、1996年6月27日 - ）は、日本の俳優、声優。劇団ひまわり所属。

## 出演
太字はメインキャラクター。

### テレビドラマ
- 恋がしたい恋がしたい恋がしたい（2001年、TBSテレビ）
- ブラックジャックによろしく（2003年、TBSテレビ）
- ぼくの魔法使い（2003年、日本テレビ）
- 七瀬ふたたび（NHKドラマ8版）（2008年、NHK） - 西尾正人（少年時代） 役

### 映画
- デビルマン

### テレビアニメ
2004年
- 愛してるぜベイベ★★（健くん）

2005年
- おねがいマイメロディ（リズムくん）
- 蟲師（真火）

2006年
- おねがいマイメロディ 〜くるくるシャッフル!〜（リズムくん）
- RED GARDEN（ポール）

2007年
- おねがいマイメロディ すっきり♪（リズムくん）
- DARKER THAN BLACK -黒の契約者-（少年ニック）

2008年
- おねがい♪マイメロディ きららっ★（リズムくん）
- ミチコとハッチン（ロメオ）
- ラブ・ローラーコースター（ハービー）

2009年
- エレメントハンター（2009年 - 2010年、レン・カラス）

2011年
- クッキンアイドル アイ!マイ!まいん!（けんいち）
- テレビまんが 昭和物語（葛西敏也）

2012年
- エウレカセブンAO（フカイ・アオ）

2016年
- 聖戦ケルベロス 竜刻のファタリテ（幼いギルー）
- ななにんのあやかし-ちみちみ魍魎!!現代物語-（ぽんたろ）
- ユーリ!!! on ICE（ジ・グァンホン）

2017年
- ロクでなし魔術講師と禁忌教典（ギイブル＝ウィズダン）

### 劇場アニメ
- マイマイ新子と千年の魔法（2009年）
- 超劇場版ケロロ軍曹 誕生!究極ケロロ 奇跡の時空島であります!!（2010年、イオ）
- 星を追う子ども（2011年、村人）
- 虹色ほたる 〜永遠の夏休み〜（2012年、伸太郎）
- ねらわれた学園（2012年、関ケンジ[7]）

### OVA
- 聖闘士星矢 THE LOST CANVAS 冥王神話（2009年、サロ）
- エウレカセブンAO -ユングフラウの花々たち-（2012年、フカイ・アオ）
- 暗殺教室（2013年、杉野友人） - ジャンプスーパーアニメツアー2013上映作品[8]

### Webアニメ
- 亡念のザムド（2008年、ヤンゴ[9]）
- エウレカセブンAO「ロード・ドント・スロー・ミー・ダウン」（2017年、アオ[10]）
- OBSOLETE（2019年、ジャマル）

### ゲーム
- EUREKA SEVEN AO ATTACK THE LEGEND（2012年、フカイ・アオ）
- メタルギアソリッドV ファントムペイン （2015年、イーライ[11]）
- Blackish House sideA→（2016年、佐伯和泉）
- キングダム ハーツIII（2019年、ヒロ・ハマダ）

### ドラマCD
- 夏目友人帳 参 BD&DVD第1巻 完全生産限定版特典・オリジナルドラマCD「カタバミの恋」（チョウジ）
- 七人の妖（ぽんたろ[12]）

### ラジオドラマ
- FMシアター（NHK-FM）
  - 『父のいた島』（2010年4月10日）[13]
  - 『冬の曳航』（2017年1月14日）[14]
- 青春アドベンチャー（NHK-FM）
  - 世界でたったひとりの子
  - 5つの贈り物
  - 泥の子と狭い家の物語〜魔女と私の七〇日間戦争〜

### 吹き替え

#### 映画
- 赤毛のアン（ギルバート・プライス）
- アタック・ザ・ブロック（ペスト）
- アフター・アース（キタイ・レイジ）
- ウルヴァリン:X-MEN ZERO（ローガン〈少年時代〉）
- X-MEN:ファイナル ディシジョン（ジミー / リーチ）
- 思いやりのススメ（トレヴァー（クレイグ・ロバーツ）※Netflixオリジナル版
- キャプテン・フィリップス（ソマリア人少年）
- キング・アーサー（2004年）
- ザスーラ（ダニー）※金曜ロードショー版
- ザ・マペッツ
- 幸せへのキセキ（ディラン・ミー）
- 縞模様のパジャマの少年（ブルーノ）
- ショーツ 魔法の石大作戦（トビー・"トー"・トンプソン）
- シンデレラマン（ハワード・ブラドック）
- SUPER8/スーパーエイト（ジョー・ラム）
- スノー・バディーズ 小さな5匹の大冒険
- スマーフ（クラムジー）※テレビ版
- スマーフ2 アイドル救出大作戦!（クラムジー）
- ゼア・ウィル・ビー・ブラッド（H・W）
- ゾンビーワールドへようこそ（ベン）
- とらわれて夏（ヘンリー・ウィーラー）
- ナニー・マクフィーの魔法のステッキ
- 2012（ノア・カーティス）
- ニューヨークの恋人 ※日本テレビ版
- ネバーランド（マイケル）
- ベッドかざりとほうき（ポール）
- マップ・トゥ・ザ・スターズ（ベンジー・ワイス）
- ライラの冒険 黄金の羅針盤

#### テレビドラマ
- イ・サン（イ・サン、チョンジョ〈幼少期〉）
- Weeds〜ママの秘密〜（シェーン・ボトウィン）
- 太王四神記
- 魔法の木（少年）
- 獣電戦隊キョウリュウジャーブレイブ（クォン・ジュヨン / ブレイブキョウリュウレッド[15]）

#### アニメ
- スタンリー（スタンリー）
- ネオ・ヨキオ（アルカンジェロ）
- ブルー 初めての空へ（フェルナンデス）
- ベイマックス（ヒロ・ハマダ[16]）
- ベイマックス ザ・シリーズ（ヒロ・ハマダ）
- リトル・アインシュタイン（クインシー）
- ウィッシュ[17]

### 特撮
- 仮面ライダー×仮面ライダー W&ディケイド MOVIE大戦2010（2009年、ネオ生命体の声）

### テレビ
- 声優男子ですが…?（ファミリー劇場、2014年12月20日 - [18]）

### 舞台
- 夫婦漫才
- クリスマスキャロル
- 羽衣伝説

### キャラクターソング
- メンドク星マーチ
  - イオラナのうた（イオラナ（本城雄太郎&松元環季）） 【劇場版アニメ『超劇場版ケロロ軍曹 誕生!究極ケロロ 奇跡の時空島であります!!』挿入歌】

### CM
- 藤沢薬品『新オイラックスG』
- 日本テトラパック企業（ナレーター）

### その他
- 東京ディズニーランド パレード『ドリーミング・アップ!』（ヒロ・ハマダ）
- 東京ディズニーランド アトラクション『ベイマックスのハッピーライド』（ヒロ・ハマダ）
- 東京ディズニーランド パレード『ハーモニー・イン・カラー』（ヒロ・ハマダ）
- 東京ディズニーランド パレード『ベイマックスのミッション:クールダウン』（ヒロ・ハマダ）